# Мирзаев, Ильгар Анзор оглы
Ильгар Анзор оглы Мирзаев (азерб. İlqar Anzor oğlu Mirzəyev; 8 мая 1973, Гардабани — 14 июля 2020, Товузский район) — азербайджанский военнослужащий, полковник Вооружённых сил Азербайджанской Республики. Национальный герой Азербайджана.

## Биография
Ильгар Мирзаев родился 8 мая 1973 года в городе Гардабани Грузинской ССР. В 1980 году он поступил в среднюю школу того же города и окончил её в 1990 году. В 1991 году Мирзаев был принят в Бакинское высшее общекомандное училище Вооружённых Сил Азербайджана. После окончания училища в 1995 году Ильгар Мирзаев начал службу в звании лейтенанта в рядах Вооружённых сил Азербайджанской Республики.
В 2003-2005 годах продолжал образование в Военной академии Вооружённых сил. В разные годы Мирзаев служил в Баку, Гяндже, Нахичеване, Бейлагане, Геранбое и Шамкире.
В апреле 2016 года полковник-лейтенант Ильгар Мирзаев принял участие в вооружённых столкновениях в Нагорном Карабахе. В 2018 году Мирзаеву было присвоено звание полковника.
23 февраля 2019 года Ильгар Мирзаев был назначен начальником артиллерии 3-го армейского корпуса. Полковник Вооружённых сил Азербайджана Ильгар Мирзоев погиб 14 июля 2020 года в ходе боёв на армяно-азербайджанской границе в Товузском направлении. В феврале 2025 года на одном из судебных заседаний по делу бывших лидеров НКР было озвучено, что Мирзаев был убит в результате обстрела с позиций, расположенных на территории села Мовсес Тавушской области Армении в направлении убежища, сооружённого неподалеку от села Агдам Товузского района
15 июля тело Ильгара Мирзаева было предано земле на II Аллее почётного захоронения в Баку.
На момент гибели Ильгар Мирзаев был женат. У него остались сын и дочь.

## Награды
- В 2018 году награждён юбилейной медалью «100-летия Азербайджанской армии»[1].
- 9 декабря 2020 года распоряжением президента Азербайджанской Республики Ильхама Алиева Ильгару Анзор оглы Мирзаев «за особые заслуги в восстановлении территориальной целостности Азербайджанской Республики и мужество, проявленное при выполнении боевых задач» было присвоено высшее звание Национального героя Азербайджана (посмертно)[4].

## Память
В октябре 2020 года личные вещи Ильгара Мирзаева (военная форма, фуражка, ботинки, полевая сумка) были выставлены в Национальном музее истории Азербайджана в Баку.